# Bob Greenwood

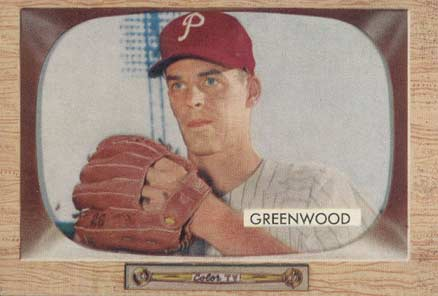
Robert Greenwood en 1955

Robert Chandler Greenwood (Cananea, Sonora, 13 de marzo de 1928 - Hayward, California, 1 de septiembre de 1994) conocido como Bob, es un lanzador derecho que jugó para los Mayos de Navojoa y en la MLB para Philadelphia Phillies.
"Greenie", que era su apodo, fue el octavo beisbolista mexicano en las Grandes Ligas y medía 1.96 m de alto y 91 kg de peso, jugó 11 temporadas en las grandes ligas, desde 1949 a 1956 y luego de 1958 a 1960. Para los Filis de Filadelfia, jugó las temporadas de 1954 y 1955, asistió a la Escuela Secundaria Técnica de Oakland  y al Colegio de California de Saint Mary.
Lanzó 12 juegos, para 39 entradas, en MLB, con un récord de 1-2 ganados y perdidos y un promedio de carreras limpias (ERA) de 3.92. De las 12 apariciones de Greenwood, cuatro fueron como abridor, ponchó a 9. No registró juegos completos ni salvadas.
En la única victoria de Greenwood en las Grandes Ligas, el 31 de julio de 1954, en el estadio Connie Mack , jugó ocho entradas , permitió solo cinco hits y dos carreras limpias contra los Cardenales de San Luis, pero salió del juego por bateador emergente Stan Lopata en la parte baja del octavo asalto, con los Philis iban perdiendo, 5-4. Luego, Lopata conectó un jonrón de dos carreras para poner a Filadelfia adelante, 6-5, y el lanzador de relevo Murry Dickson mantuvo a los Cardinals sin carreras en el noveno para salvar la victoria de Greenwood.